# شوفلي حل (سلسلة)
شوفلي حل سلسلة تونسية بثت على قناة  تونس 7 من صنف كوميديا الموقف، وتبث على قناة الوطنية 2 يوميا، تقدم يوميات متساكني إحدى العمارات التي تضم عيادة الاخصائي النفساني الدكتور سليمان لبيض (كمال التواتي) ومحلّ العرّافة جنّات (آمال البكوش) التي تستغل سذاجة حرفائها لكسب مال وفير، هذا إلى جانب شخصية سبوعي (سفيان الشعري) الطريفة وعديد الشخصيات الأخرى التي تساهم في صياغة الأحداث التي تنطلق من الاهتمامات اليومية للعائلة التونسية تقريبا.
تتكون سلسلة شوفلي حل من ستة مواسم، إضافة إلى فيلم تلفزيوني حول ليلة رأس السنة الميلادية، وهي من الأعمال الاجتماعية التي تنقد الواقع التونسي دون تهجم أو انتقاد. السلسلة من تأليف الكاتب الصحفي حاتم بلحاج وإخراج صلاح الدين الصيد ثم عبد القادر الجربي.

## المواسم
- الموسم الأول: أكتوبر 2005: 15 حلقة

- الموسم الثاني: فيفري 2006: 15 حلقة

- الموسم الثالث: سبتمبر 2006: 30 حلقة

- الموسم الرابع: سبتمبر 2007: 30 حلقة

- الموسم الخامس: سبتمبر 2008: 30 حلقة

- الفيلم التلفزيوني: جانفي 2009: ساعة و42 دقيقة

- الموسم السادس: أوت 2009: 15 حلقة

## القصة
تحكي القصة مغامرات الدكتور سليمان لبيض، العالم النفسي الذي يعمل ويعيش في إحدى عمارات تونس العاصمة، حيث سئم من تصرفات أخيه وبقية أفراد عائلته: بناته وزوجته ووالدته التي تعيش معهم.
تعيش فضيلة، والدة سليمان، مع ابنها، وتحمي دائمًا ابنها الآخر سبوعي من أخيه عندما يرتكب أخطاء كسكرتير ثم مساعد في عيادة شقيقه. تزوجت مرتين في حياتها، من حطاب (والد سليمان) ثم عمران (والد سبوعي). لا تتوقف عن المشاحنات مع زينب، زوجة سليمان، وتحب عزة، خطيبة سبوعي ثم زوجته، حيث ترى نفسها فيها. عزة هي الابنة المتبناة لجنّات، التي لم تتزوج. جنّات هي عرافة ثم أمينة مال في مركز تجميل، وهي بخيلة ولا تحب إقراض المال، كما تمتلك العمارة التي يعيش فيها سليمان وسبوعي وعائلتيهما. فيما بعد أنجب سبوعي وعزة توأمان: عمران (اسمه الكامل عمرو عمران) وصابرة.
زينب، زوجة سليمان، لديها محلها الخاص لبيع التحف، ثم مركز تجميل، وأخيراً محل حلويات خاص بها. تغار باستمرار من عزة ودلندة (ددّو)، سكرتيرة سليمان بعد سبوعي. تقدم إلى خطبة دلندة شخصين: شكيب في البداية، ثم وسيم، وهو طبيب بيطري.
سليمان وزينب لديهما ابنتان: أماني الابنة الكبرى، تواعد الأولاد على الرغم من منع والدها، وفاطمة، الأصغر سنا.
في أحداث المسلسل، عندما تقرر فضيلة الالتحاق بمدرسة تعليم الكبار، يقوم سليمان وزينب بجلب مساعدة لشؤون المنزل، تُدعى كلثوم، التي لا تتوقف أبدًا عن الحديث عن زوجها داود الذي تحترمه وتدعوه بكل احترام سيدي داود. هذا الأخير يجبرها على العمل ليتمكن من دفع لعب الشكبة.
والدة زينب، دوجة، كثيرا ما تزور ابنتها، وهي مرأة غنية وتفعل كل شيء لتبدو أصغر سناً. تخرج مع حسين (حوسي) لفترة. من جانب آخر، ترى زينب صديقة طفولتها فايقة (فوفة) التي وجدتها بالصدفة، وهي متزوجة من رجل أعمال ثري (الطيب).
في العمارة التي يسكن بها سليمان وسبوعي، يوجد محل لإصلاح الأجهزة الإلكترونية، يملكه الباجي ماتريكس. يقوم الباجي بالمزح والسخرية من سبوعي من أجل المتعة، وهو رجل فضولي للغاية، يريد أن يعرف كل شيء عن عائلة سليمان وسبوعي. ويتجنب جيرانه إلقاء التحية عليه لاعتقادهم أنه يجلب الحظ السيء. فريد (فوشيكة)، الذي يعمل في محله، هو صديق طفولة سبوعي. بعد أن طرده الباجي من المحل، تقوم جنّات بتعيينه حارسًا للعمارة، وهو فضولي مثل الباجي حتى لو لم يتفقا.

## الشخصيات

### الشخصيات الرئيسية
- كمال التواتي: «الدكتور سليمان لبيض» طبيب نفساني يعمل ويعيش في نفس العمارة
- منى نور الدين: «فضيلة» والدة سليمان وتعيش معه، تزوجت مرتين
- سفيان الشعري: «سبوعي» شقيق سليمان وابن فضيلة من زوجها الثاني، هو شاوش (ممرض ومساعد) يعمل في عيادة شقيقه
- جميلة الشيحي: «زينب» زوجة سليمان، تملك محل تحف ثم مركز تجميل، وأخيرا محل حلويات
- آمال البكوش: «جنّات» عرافة وجارة عائلة لبيض وصاحبة العمارة
- كوثر بلحاج: «عزة» زوجة سبوعي وابنة جنّات بالتبني
- يسرى المناعي: «أماني» الابنة الكبرى لسليمان وزينب، تدرس في المرحلة الثانوية ثم أصبحت طالبة جامعية
- أميمة بن حفصية: «فاطمة» الابنة الصغرى لسليمان وزينب، تدرس في المرحلة الثانوية
- خديجة السويسي: «دوجة» والدة زينب، دائما ما تزور عائلة ابنتها
- توفيق البحري: «الباجي Matrix» صاحب محل تصليح الأجهزة الإلكترونية في العمارة، صديق سليمان وسبوعي وهو رجل فضولي
- أسماء بن عثمان: «دلندة» أو «ددّو» كما يلقبها سبوعي سكرتيرة في عيادة سليمان لبيض
- فيصل بالزين: «فريد» أو «فوشيكة» صديق عائلة لبيض كان يشتغل عند الباجي وأصبح حارس العمارة
- نعيمة الجاني: «كلثوم» معينة منزلية في منزل عائلة لبيض
- ريم الزريبي: «فايقة» أو «فوفة» صديقة زينب المقربة

### الشخصيات الثانوية
- علي بنور: «الطيب» زوج فوفة وصديق سليمان وهو رجل أعمال ثري
- سليم محفوظ: «حسين» أو «حوسي» رجل مسن على علاقة مع دوجة
- لطفي الدزيري: «الدكتور بن عمر» أستاذ سليمان في الجامعة وصديقه، رئيس "جمعية أحباء فرويد"
- محمد حشاد: «شكيب» خطيب دلندة الأول
- محمد علي بن جمعة: «وسيم» طبيب بيطري في منطقة الخليج، ابن شقيقة الباجي وخطيب دلندة الثاني
- لطفي العبدلي: «محمد علي» أو «ميدو» مريض في عيادة سليمان لبيض، ثم يعمل عند زينب في مركز تجميل
- سوسن معالج: «مريم» أو «ميمي» عاملة عند زينب في مركز تجميل
- المنجي بن حفصية: «داود» زوج كلثوم، عاطل عن العمل
- ليلى الشابي: «خولة» جارة عائلة لبيض الجديدة في حي النصر
- بلحسن خذر: «الصادق» متقاعد يسكن في العمارة، في خلاف دائم مع جنّات حول حالة صيانتها
- علي الخميري: «عمران» خطيب جنّات السابق، يعيش في فرنسا
- سنية بن بلقاسم: «حنان» مريضة في عيادة سليمان لبيض
- زهير الرايس: «فاكر» ابن خالة زينب وخطيبها السابق، يعيش في كندا
- محمد كمون: «حمزة» زميل أماني وصديقها في الباكالوريا
- رباب الماجري: «سنية» طالبة جامعية تسكن في العمارة
- بشرى السلطاني: «صوفية» طالبة جامعية تسكن في العمارة
- فتحي ميلاد: «شبروش» متسكع من متساكني الحي الذي توجد فيه العمارة
- الشاذلي العرفاوي: «جغالي» لص محترف، وصديق الباجي سابقا
- فرحات هنانة: «سي الزاهي» مريض في عيادة سليمان لبيض
- منصف لوكيل: «فاضل» أستاذ فضيلة في دروس تعليم الكبار

## روابط خارجية
- شوفلي حل على موقع IMDb (الإنجليزية)
- شوفلي حل على موقع قاعدة بيانات الفيلم (الإنجليزية)